# Louis-Jean-Joseph Laurence
Louis-Jean-Joseph Laurence est un homme politique français né le 5 mars 1745 à Poitiers (Vienne) et décédé le 10 novembre 1803 à Blaslay dans le même département.
Il est le fils de Louis Laurence, sieur de la Vaux-Martin et de la Voux, marchand de draps et de soie, élu juge consul à Poitiers, et de Radegonde Audinet. Il épouse à Niort en 1768 Marie Anne Baugier.
Négociant à Poitiers, il est élu député du tiers-état de la sénéchaussée du Poitou aux États généraux de 1789. Il est ensuite maire de Poitiers, puis président du tribunal de commerce de Poitiers (1798).
Le 27 thermidor an VI, son fils, Louis Alexandre Laurence, "préposé à la recette générale de l'arrondissement de Châtellerault", épouse Marie Martineau, parente de Louis-Charles Martineau (1754-1835), député de la Vienne à la Convention.

## Sources
- Charles de Beaumont (éd.), « Journal de L. J. J. Laurence, député aux états-généraux de 1789 », Le Carnet, 12, 1902, p. 60-86. Numérisé sur gallica.